# Sphaerowithius basilewskyi
Sphaerowithius basilewskyi är en spindeldjursart som först beskrevs av Beier 1962.  Sphaerowithius basilewskyi ingår i släktet Sphaerowithius och familjen Withiidae. Inga underarter finns listade i Catalogue of Life.